# Катастрофа Ан-72 под Шымкентом
Авиакатастрофа Ан-72 под Шымкентом — авиационная катастрофа, произошедшая 25 декабря 2012 года. Военно-транспортный самолёт Ан-72-100 Пограничной службы Комитета национальной безопасности Республики Казахстан выполнял служебный рейс по маршруту Астана—Шымкент, но рухнул на землю при заходе на посадку в аэропорту Шымкента.
Погибли все находившиеся на его борту 27 человек — 20 пассажиров и 7 членов экипажа. Среди пассажиров были временно исполняющий обязанности директора Пограничной службы КНБ РК полковник Турганбек Стамбеков и сопровождавшая его группа офицеров центрального аппарата службы, а также военнослужащие регионального управления погранслужбы «Онтустик».

## Самолёт
Военно-транспортный самолёт Ан-72 был выпущен в декабре 1990 года. В 2012 году он прошёл восстановление ресурса на авиаремонтном заводе «КБ Антонов» на Украине. После этого Ан-72 налетал 40 часов — 30 взлётов и 30 посадок.

## Хронология событий
Утром в день катастрофы (25 декабря 2012 года) в Шымкенте была низкая облачность, туман, весь день шёл дождь, вечером шёл снег, видимость резко снизилась. К 20:00 местного времени снег усилился, температура опустилась до −8 °C.
Самолёт Ан-72-100 Пограничной службы Комитета национальной безопасности Республики Казахстан (бортовой номер UP‑72859, заводской номер 36576092859), следовавший служебным рейсом из Астаны в Шымкент 25 декабря 2012 года, потерпел катастрофу приблизительно в 20 километрах от аэропорта Шымкент. Самолёт пропал с экрана обзорного радиолокатора в 18:55 местного времени перед выполнением манёвра четвёртого разворота в процессе захода на посадку (высота самолёта над уровнем аэродрома в этой точке должна составлять 800 м) на ВПП‑28. Самолёт столкнулся с поверхностью земли на склоне гравийного карьера между сёлами Сайрам и Тассай, полностью разрушился и сгорел.
Место падения самолёта находится на высоте 650 м над уровнем моря, т.е. 228 м над уровнем аэродрома, приблизительно в 2,5 км до геоточки ERTOL, соответствующей месту выполнения четвёртого разворота. Через 5 минут после катастрофы фактическая погода в аэропорту Шымкент была: ветер 290 - 05 м/с, видимость 0800 м, видимость на ВПП‑28 — 2000 м, сильный снег, высота нижней границы облаков 120 м, температура воздуха -3°, атмосферное давление на уровне ВПП — 725 мм рт. ст. (967 гПа). Метеоминимум аэродрома Шымкент составляет 800 м по видимости на ВПП (для захода на посадку по ПСП, ILS) и 60 м по высоте принятия решения. Таков же типовой метеоминимум самолёта Ан-72 для захода на посадку по ПСП, ILS. Метеоусловия были сложными, но лучше минимума аэродрома и самолёта.
На борту находились 7 членов экипажа и 20 пассажиров, все они погибли. Среди пассажиров был временно исполняющий обязанности директора Пограничной службы КНБ РК полковник Турганбек Стамбеков и сопровождавшая его группа офицеров центрального аппарата погранслужбы, а также военнослужащие Регионального управления «Онтустик», находившиеся 25 декабря в Астане для участия в заседании военного совета Пограничной службы. Руководство Пограничной службы направлялось в Шымкент для проведения военного совета в Региональном управлении «Онтустик» по подведению итогов прошедшего года.
По факту катастрофы самолёта военным прокурором Шымкентского гарнизона 25 декабря возбуждено уголовное дело по статье 392 уголовного кодекса Казахстана «Нарушение правил полётов или подготовки к ним».

## Соболезнования и траур
Свои соболезнования семьям и родственникам погибших выразили президент Казахстана Нурсултан Назарбаев, главы государств и правительств других стран.
27 декабря 2012 года распоряжением президента страны в связи с гибелью военнослужащих объявлен национальный траур. Личный состав Комитета национальной безопасности Казахстана, депутаты мажилиса (нижней палаты) парламента и сотрудники аппарата палаты перечислили однодневный заработок семьям погибших пограничников. В Шымкенте около памятника пограничникам в день траура собрались сотни человек. Военнослужащие и местные жители возложили цветы в память о погибших сослуживцах, зажгли свечи. После возложения цветов к памятнику пограничникам все отправились в Региональное управление «Онтустик», где перед входом были выставлены фотографии погибших пограничников, возлагались цветы.
30 декабря в Шымкенте в здании крытого легкоатлетического манежа прошло прощание с погибшими.

## Расследование
28 декабря 2012 года Генеральная прокуратура Казахстана проинформировала о ходе расследования причин катастрофы:
- Установлено, что 25 декабря авиационной метеорологической службой АО «Казаэросервис» дважды — в 13:00 и 17:00 — выпускались предупреждения о том, что в радиусе 50 км над аэропортом Шымкента наблюдается сильное обледенение на высоте от 300 до 7600 метров.
- К расследованию привлечены 7 специалистов с Украины, представляющие «Укрспецэкспорт» и авиационно-ремонтный завод Украины.
- Производится расшифровка бортового самописца.
- Изучаются записи переговоров экипажа между собой, а также с авиадиспетчерами. Следствием изъяты и подвергаются экспертному изучению документы воздушного судна, образцы авиатоплива, специальных жидкостей для обработки самолета, записи радиолокационной информации[14].

22 января 2013 года Генеральная прокуратура Казахстана сообщила, что причиной катастрофы стал комплекс факторов:
- отказ радиовысотомера и автопилота;
- невыполнение экипажем указания авиадиспетчера об установлении на барометрическом высотомере фактического атмосферного давления на уровне ВПП аэропорта Шымкент, вследствие чего показания барометрического высотомера могли быть завышены на 385 метров;
- полёт в условиях обледенения;
- пилотирование самолёта помощником командира экипажа (вторым пилотом);
- отключение экипажем системы раннего предупреждения приближения земли (TGPWS Mark VIII)[15].

## Список погибших
Утром 26 декабря Комитет национальной безопасности Казахстана опубликовал список погибших в разбившемся под Шымкентом самолёте:
| ФИО                                                                | Звание, должность                                                                 |
| Экипаж                                                             | Экипаж                                                                            |
| ------------------------------------------------------------------ | --------------------------------------------------------------------------------- |
| Марат Турсунович Нурахметов                                        | майор, командир экипажа                                                           |
| Олег Александрович Голубев                                         | майор, штурман                                                                    |
| Марат Еркенович Усенов                                             | капитан, старший бортмеханик                                                      |
| Аслан Лукпанов                                                     | старший лейтенант, помощник командира экипажа                                     |
| Александр Петрович Вологжанин                                      | прапорщик, старший бортмеханик                                                    |
| Ренат Канапиянович Мысаев                                          | сержант, старший бортмеханик                                                      |
| Гульнур Жунисовна Доланбаева                                       | сержант, стюардесса                                                               |
| Руководство ПС КНБ РК и Регионального управления «Онтустик»        |                                                                                   |
| Турганбек Мухаметкалиевич Стамбеков                                | полковник, ВрИО директора ПС КНБ РК                                               |
| Ергали Нургазинович Нурлашев                                       | полковник, ВрИО начальника Главного управления ПС КНБ РК                          |
| Павел Михайлович Доценко                                           | полковник, ВрИО начальника Регионального управления «Онтустик»                    |
| Кайрат Кулькешевич Базарбаев                                       | полковник, заместитель начальника Регионального управления «Онтустик» по разведке |
| Канатбек Токтарбекович Кабдылгазезов                               | полковник, начальник отдела РАВ ПС КНБ РК                                         |
| Ерлан Мейрамбекович Махаев                                         | полковник, начальник 3 управления ГУИПС ПС КНБ РК                                 |
| Александр Игоревич Дмитриев                                        | подполковник, старший консультант ПС КНБ РК                                       |
| Валерий Николаевич Кущь                                            | подполковник, начальник штаба отдела пограничного контроля «Ленгер»               |
| Бауржан Заркумович Кожахметов                                      | подполковник, командир отдельного инженерно-саперного батальона                   |
| Алмаз Шаймухамбетович Ибраев                                       | майор, начальник отдела пограничного контроля «Мерке»                             |
| Саулебай Сатыбалдиевич Досыбеков                                   | подполковник, комендант 4 комендатуры охраны и обеспечения ПС КНБ РК              |
| Начальники пограничных отрядов Регионального управления «Онтустик» |                                                                                   |
| Вячеслав Александрович Рахман                                      | подполковник, начальник 9 пограничного отряда РУ «Онтустик»                       |
| Александр Александрович Рахман                                     | подполковник, начальник 10 пограничного отряда РУ «Онтустик»                      |
| Кайрат Ахметкалиевич Мухамадиев                                    | подполковник, начальник 11 пограничного отряда РУ «Онтустик»                      |
| Аманбек Пердешбекович Шуканов                                      | подполковник, начальник 20 пограничного отряда РУ «Онтустик»                      |
| Асуан Бакбергенович Айтманбетов                                    | подполковник, начальник 21 пограничного отряда РУ «Онтустик»                      |
| Военнослужащие Регионального управления «Онтустик»                 |                                                                                   |
| Анатолий Олегович Филипко                                          | старший лейтенант                                                                 |
| Максат Жумабайулы Конакбай                                         | старший сержант                                                                   |
| Павел Константинович Вязиков                                       | младший сержант                                                                   |
| Гражданские лица                                                   |                                                                                   |
| Сауле Айтмуханбековна Стамбекова                                   | супруга ВрИО директора ПС КНБ РК Т. М. Стамбекова                                 |